# Seymour Jonathan Singer
Seymour Jonathan Singer (23 de mayo de 1924 - 2 de febrero de 2017) fue un biólogo celular estadounidense y profesor de biología, emérito, en la  Universidad de California, San Diego.

## Biografía
Singer nació en Ciudad de Nueva York y asistió a la Universidad de Columbia, donde obtuvo su B.A. en 1943. Recibió su doctorado en el Instituto Politécnico de Brooklyn en 1947. Trabajó como becario postdoctoral en el laboratorio de Linus Pauling en Caltech durante 1947-1948, donde él, junto con Harvey Itano, co-descubrió la base de la hemoglobina anormal en anemia de células falciformes, reportada en el famoso artículo "Anemia de células falciformes, una enfermedad molecular". Trabajó para el Servicio de Salud Pública de los Estados Unidos entre 1948 y 1950. Se unió al Departamento de Química de la Universidad de Yale como profesor asistente en 1951, y fue ascendido a Profesor Asociado en 1957 y Profesor en 1960. Allí desarrolló la ferritina - anticuerpo, que fue el primer reactivo denso en electrones utilizado para la tinción celular en imágenes de microscopía electrónica. Se le concedió una Beca Guggenheim de Biología Molecular y Celular en 1959.
En 1961 se unió a la facultad de la Universidad de California, San Diego como profesor en el Departamento (ahora División) de Biología. Inició el trabajo histórico sobre la conformación de proteínas de membrana en 1965, lo que dio como resultado la publicación de dos artículos fundamentales (Lenard, John y Singer, SJ Protein conformation in cell membrana preparaciones según lo estudiado por dispersión rotatoria óptica y dicroísmo circular. Actas del National Academy of Sciences 56, 1828-1835, 1966; Lenard, John y Singer, SJ Estructura de las membranas: reacción de las membranas de los glóbulos rojos con la fosfolipasa C. Science 159, 738, 1968). Su trabajo fundamental en proteína de membrana resultó en el desarrollo del "Modelo de mosaico fluido" de la membrana celular, publicado como "El modelo de mosaico fluido de la estructura de las membranas celulares", en  Science  en 1972. Posteriormente realizó importantes descubrimientos sobre la interacción entre el citoesqueleto y la membrana celular, lo que resultó, entre otras cosas, en la identificación de las proteínas citoesqueléticas vinculina y talina.
El Dr. Singer fue elegido miembro de la Academia Nacional de Ciencias en 1969, la Academia Estadounidense de Artes y Ciencias en 1971, y ocupó una cátedra de investigación de la Sociedad Estadounidense del Cáncer de 1976 a 1991. Ha ganado premios que incluyen el EB Wilson Medal de la Sociedad Estadounidense de Biología Celular, y fue profesor universitario de la Universidad de California, un honor otorgado a solo 41 miembros de la facultad de la UC desde que se inició en 1960, desde 1988 hasta su jubilación. en 1995.
En 2001, publicó un libro, "La espléndida fiesta de la razón", sobre el racionalismo y la filosofía de la ciencia. Murió en La Jolla el 2 de febrero de 2017.